# 寺田忠兵衛
寺田 忠兵衛（てらだ ちゅうべい）は、日本の実業家（薪炭商）である。

## 経歴
寺田忠兵衛は、江戸時代から代々忠兵衛を名乗る老舗の薪炭商店主である。越中より上京した浅野総一郎の駆け出し時代、薪炭を通じて取引を開始した。浅野総一郎の後ろ盾となり、時代の変化に伴い、石炭から石油へと、扱う商品を発展させた。二代目忠兵衛となる寺田洪一は越後の宝田石油での活躍など、日本の石油界での一時代を築く。妻は、浅野総一郎四女ヤス。
子孫にBPカストロールやペトロルブ・インターナショナルの名誉会長を歴任した寺田縉太郎やSansan創業者兼代表取締役社長の寺田親弘がいる。